# Ludlow (Missouri)
Ludlow és una població dels Estats Units a l'estat de Missouri. Segons el cens del 2000 tenia 204 habitants.

## Demografia
Segons el cens del 2000, Ludlow tenia 204 habitants, 75 habitatges, i 53 famílies. La densitat de població era de 605,9 habitants per km².
Dels 75 habitatges en un 40% hi vivien nens de menys de 18 anys, en un 49,3% hi vivien parelles casades, en un 16% dones solteres, i en un 29,3% no eren unitats familiars. En el 25,3% dels habitatges hi vivien persones soles el 13,3% de les quals corresponia a persones de 65 anys o més que vivien soles. El nombre mitjà de persones vivint en cada habitatge era de 2,72 i el nombre mitjà de persones que vivien en cada família era de 3,19.
Per edats la població es repartia de la següent manera: un 32,8% tenia menys de 18 anys, un 7,8% entre 18 i 24, un 32,4% entre 25 i 44, un 12,3% de 45 a 60 i un 14,7% 65 anys o més.
L'edat mediana era de 30 anys. Per cada 100 dones de 18 o més anys hi havia 98,6 homes.
La renda mediana per habitatge era de 19.688 $ i la renda mediana per família de 20.000 $. Els homes tenien una renda mediana de 21.250 $ mentre que les dones 20.000 $. La renda per capita de la població era de 10.118 $. Entorn del 22,2% de les famílies i el 27,4% de la població estaven per davall del llindar de pobresa.

## Poblacions més properes
El següent diagrama mostra les poblacions més properes.